# リチャード・アプトン・ピックマン
リチャード・アプトン・ピックマン (Richard Upton Pickman) は、ハワード・フィリップス・ラヴクラフトによるクトゥルフ神話に登場する架空の画家。ラヴクラフトの小説『ピックマンのモデル』に初登場したほか、その後の作品にも登場した人物。

## 概要・登場作品
『ピックマンのモデル』原題『Pickman's Model』
ボストンの画家。詳細は後述。
『『ネクロノミコン』の歴史』原題『History of the Necronomicon』
ピックマンの家系は、セイレムの古い家の出で、祖先の1人に1692年にギャロウズ・ヒルで絞首刑にされた魔女がいる（リチャードの4代前の祖母にあたる）。またピックマン家は、16世紀のギリシャ語版『ネクロノミコン』の1冊を所有していたという不確かな噂があったが、リチャードの失踪後は、その所在が確認されていない。
『未知なるカダスを夢に求めて』原題『The Dream-Quest of Unknown Kadath』
夢の国ドリームランドにてグールと化したピックマンがランドルフ・カーターに目撃されている。ピックマンは、カーターや仲間のグール達と共にカーターの探し求めるカダスに向かう。しかしカダスに辿り着くも、その地に住む地球の神々を守護するナイアーラトテップの罠によりカーターを残し、他のグールと共に行方知れずになる。
リチャード・ピックマンが失踪したのは1926年で、ランドルフ・カーターの冒険は1904年の出来事だが、夢の世界なので時系列は度外視する。

### 収録
- 創元推理文庫、大瀧啓裕訳
  - 『ラヴクラフト全集4』「ピックマンのモデル」
  - 『ラヴクラフト全集5』「『ネクロノミコン』の歴史」
  - 『ラヴクラフト全集6』「未知なるカダスを夢に求めて」
- 星海社FICTIONS、森瀬繚訳
  - 『『ネクロノミコン』の物語 新訳クトゥルー神話コレクション2』「ピックマンのモデル」「『ネクロノミコン』の歴史」
  - 『未知なるカダスを夢に求めて 新訳クトゥルー神話コレクション4』「未知なるカダスを夢に求めて」
- 新潮文庫、南條竹則訳
  - 『狂気の山脈にて クトゥルー神話傑作選』「ピックマンのモデル」

## ピックマンのモデル
ラヴクラフトは、『ピックマンのモデル』を1926年9月に執筆し、『ウィアード・テイルズ』1927年10月号に発表した。

### あらすじ
ボストンの画家リチャード・アプトン・ピックマンは、ギュスターヴ・ドレ、フランシスコ・デ・ゴヤのような新古典主義、幻想画家だったが、陽の当たる場所では評価されないような類の奇怪な絵を描いていた。そのため確かな写実性などを見せつつボストン画壇からも評価されず会員資格まで奪われ、画家仲間からも距離を置かれていた。やがて彼は、ピータースという偽名でノース・エンドの貧民街にある古い家を借り、奇妙な古い煉瓦造りの井戸がある地下室をアトリエとして使用していた。そこで普段から奇妙な絵ばかり描いていた彼でさえ、人目をはばかるような作品を手掛けていった。
しかもピックマンは、次第に顔つきや表情が人間離れしたものに変貌していき、異常さや奇行も増して、その絵画理論や哲学的考察は、精神病院に入れられてもおかしくないようなものになった。そして1926年のある時、突如としてノース・エンドの家から失踪する。

### 登場人物
- リチャード・アプトン・ピックマン (Richard Upton Pickman) - 物語の開始時点で失踪している。
- サーバー (Thurber) - ピックマンの才能を認めていた友人。彼の秘密のアトリエで受けた体験をエリオットに語る。
- エリオット (Eliot) - 読者の代理人。サーバーからピックマンにまつわる出来事を質問する。

### 解説
ラヴクラフトは、カニバリズムを最大の背徳として数々の作品でテーマとした。本作も、その1つである。物語は、ピックマンが失踪した後、友人のサーバーがエリオットに体験を語るという体裁で一人称から2人の会話に変化していく。ラヴクラフトがこのような技法で作品を作ることは、珍しく、その点でも特異な作品として挙げられる。また作中では、ラヴクラフトがアイディアにしたという実在の画家の名前が登場する。それは、ドレ、ゴヤ、ジョン・ヘンリー・フュースリー、シドニー・ハーバート・サイム、アンソニー・アンガローラ、クラーク・アシュトン・スミスである。さらにサーバーのピックマンに対する評価「完璧に勤勉で科学的なリアリスト」という台詞は、ダンセイニ卿を意識したとされる。

### ピックマンの作品

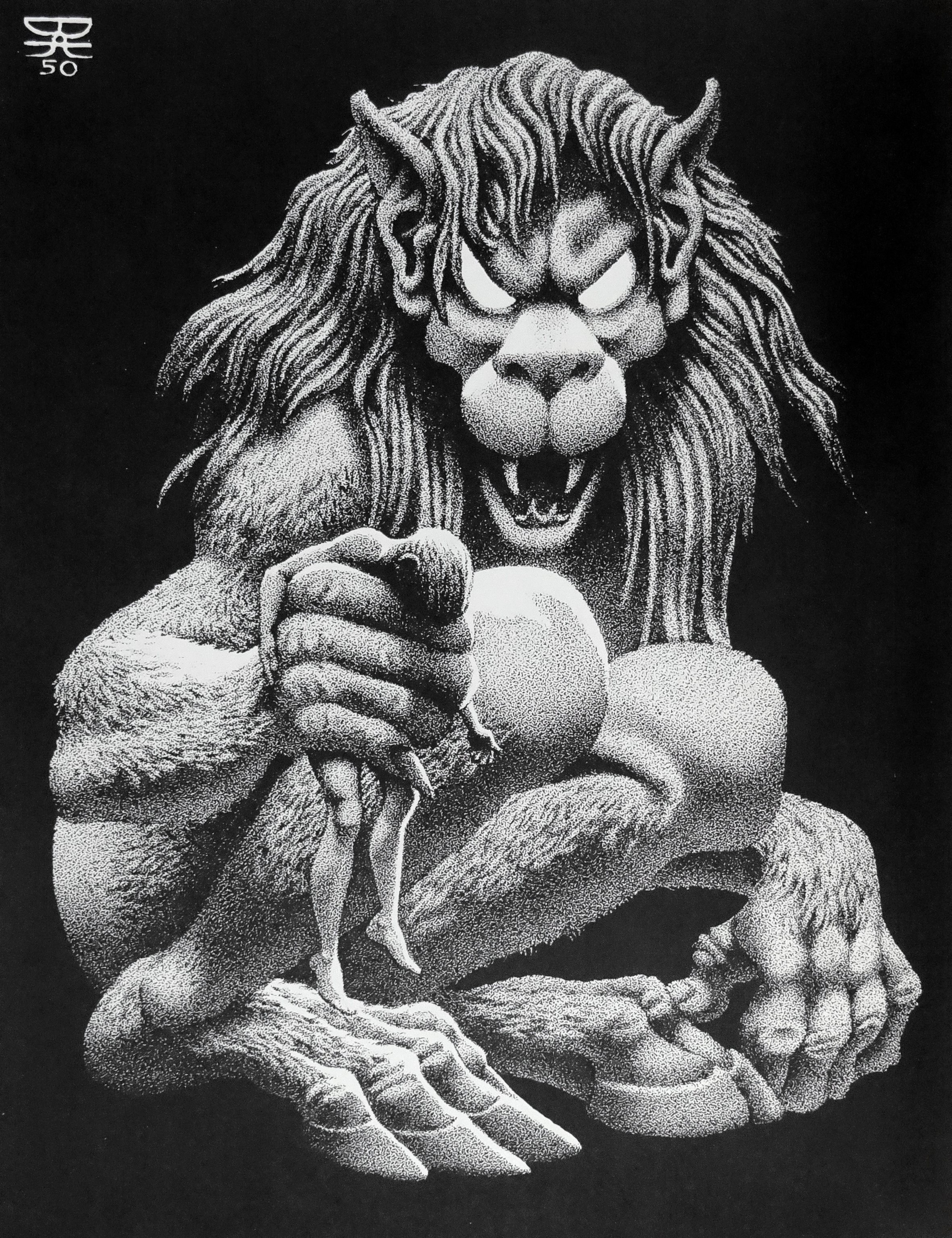
リチャード・アプトン・ピックマンの絵画『食事をする食屍鬼』（ハネス・ボクによる挿絵）

- 『食事をする食屍鬼』 - グールが人間の屍を貪り喰う様子を描いた絵。
- 『教え』 - 教会の墓地で、グール達が自分達の子供と取り替えてきた人間の子供に、自分達と同じように屍を喰うことを教えている光景が描かれている。
- 『地下鉄の事件』 - グール達が群をなして、未知の地下納骨所から、地下鉄の駅の床の割れ目を抜けて現れ、プラットホームにいる人々に襲い掛かる光景を描いた絵。
- 『マウント・オーバンに葬られたホームズ、ロウエル、ロングフェロー』 - 未知の地下納骨所で、1匹のグールが大勢の仲間に取り巻かれながらボストンの案内書を朗読している絵。
  - 他多数。ピックマンの失踪後、彼の絵はセイレムにいる父親が引き取っていった。